# Список христианско-демократических партий
Список христианско-демократических партий приводит некоторые партии, включающие приверженцев других идеологий или представителей нехристианских конфессий. В список не включены партии, в которых христианские демократы составляют подавляющее меньшинство. Крупнейшей партией является Европейская народная партия. Большинство христианско-демократических партий мира состоят в Центристском демократическом интернационале.

## Международные организации
- Центристский демократический интернационал (англ. Centrist Democrat International)
- Европейский союз — Европейская народная партия (англ. European People's Party)
- Европейское христианское политическое движение (англ. European Christian Political Movement)
- Организация христианских демократов Америки (исп. Organización Demócrata Cristiana de América)

## Европа
- Австрия — Австрийская народная партия (нем. Österreichische Volkspartei)
- Албания 
  - Христианско-демократическая партия Албании (алб. Partia Kristian Demokrate e Shqipërisë)
  - Албанское христианско-демократическое движение
- Андорра — Новый центр (кат. Nou Centre, NC)
- Армения — Христианско-демократический союз Армении
- Беларусь —
  - Белорусская христианская демократия (бел. Беларуская хрысьціянская дэмакратыя)
  - Партия БНФ (бел. Партыя БНФ)
- Бельгия —
  - Христианские демократы и фламандцы (нидерл. Christen-Democratisch en Vlaams, CD&V)
  - Гуманистический демократический центр (фр. Centre démocrate humaniste, CDH)
  - Движение граждан за перемены (фр. Mouvement des Citoyens pour le Changement, MCC; входит в партию Реформаторское движение)
  - Христианско-социальная партия (нем. Christlich-soziale Partei)
  - «За немецкоязычное сообщество» (нем. Pro Deutschsprachige Gemeinschaft)
- Болгария
  - Союз демократических сил (болг. Съюзът на демократичните сили, СДС)
  - Реформаторский блок (болг. Реформаторски блок, РБ)
  - Христианско-демократическая партия Болгарии
- Босния и Герцеговина —
  - Хорватское демократическое содружество Боснии и Герцеговины (хорв. Hrvatska demokratska zajednica Bosne i Hercegovine, HDZ BiH)
  - Хорватское демократическое содружество 1990 (хорв. Hrvatska demokratska zajednica 1990, HDZ 1990)
  - Хорватские христианские демократы (хорв. Hrvatski demokršćani)
- Великобритания —
  - Христианский народный альянс (англ. Christian Peoples Alliance)
  - Народный альянс (англ. Popular Alliance)
- Венгрия —
  - Фидес — Венгерский гражданский союз (венг. Fidesz – Magyar Polgári Szövetség)
  - Христианская демократическая народная партия (венг. Kereszténydemokrata Néppárt, KDNP)
  - Демократическое сообщество за благосостояние и свободу (венг. Jólét és Szabadság Demokrata Közösség, JESZ)
- Германия —
  - Христианско-демократический союз Германии (нем. Christlich Demokratische Union Deutschlands, CDU)
  - Христианско-социальный союз Баварии (нем. Christlich-Soziale Union in Bayern)
  - Германская партия центра (нем. Deutsche Zentrumspartei, Zentrum)
  - Партия труда, семьи и окружающей среды (нем. AUF – Partei für Arbeit, Umwelt und Familie)
  - Семейная партия Германии (нем. Familienpartei Deutschland)
  - Партия Центра (нем. Deutsche Zentrumspartei)
  - Альянс C — Христиане за Германию (нем. Bündnis C — Christen für Deutschland)
- Гибралтар — Новая гибралтарская демократия (англ. New Gibraltar Democracy)
- Греция —
  - «Новая демократия» (греч. Νέα Δημοκρατία)
  - Христианско-демократическая партия Греции (греч. Χριστιανοδημοκρατικό Κόμμα Ελλάδος)
- Грузия 
  - Христианско-демократическое движение (груз. ქრისტიანულ-დემოკრატიული მოძრაობა)
  - Альянс патриотов Грузии (груз. საქართველოს პატრიოტთა ალიანსი)
- Дания —

Христианские демократы (дат. Kristendemokraterne)
- Кипр — Демократическое объединение (греч. Δημοκρατικός Συναγερμός, ΔΗΣΥ)
- Ирландия
  - Фине Гэл (ирл. Fine Gael)
  - Фианна Файл (ирл. Fianna Fáil)
- Испания
  - Народная партия (Испания) (исп. Partido Popular)
  - Демократический союз Каталонии (кат. Unió Democràtica de Catalunya, UDC)
  - Демократы Каталонии (кат. Demòcrates de Catalunya, DC)
  - Баскская националистическая партия (баск. Euzko Alderdi Jeltzalea, EAJ)
- Италия —
  - «Вперёд, Италия» (итал. Forza Italia, FI)
  - Демократическая партия (итал. Partito Democratico — PD)
  - Новый правый центр (итал. Nuovo Centrodestra, NCD)
  - Союз центра (итал. Unione di Centro, UdC)
  - Народная альтернатива  (итал. Alternativa Popolare — AP)
  - «Пополяры за Италию» (итал. Popolari per l’Italia, PpI)
  - Союз демократов за Европу (итал. Unione Democratici per l'Europa, UDEUR)
  - Союз христианских демократов и центра (итал. Unione dei Democratici Cristiani e di Centro, UDC)
  - Альянс за Италию (итал. Alleanza per l'Italia, ApI)
  - Солидарная демократия (итал. Democrazia Solidale)
  - «Великий Юг» (итал. Grande Sud, GS)
  - Альянс центра (итал. Alleanza di Centro, AdC)
  - Автономия Юга (итал. Autonomia Sud, AS)
  - Движение за автономию (итал. Movimento per le Autonomie, MpA)
  - Христианская демократия (итал. Democrazia Cristiana, DC)
  - Партия христианских демократов (итал. Partito Democratico Cristiano, PDC)
  - Народный христианский союз (итал. Unione Popolare Cristiana, UPC)
  - «Белая роза» (итал. La Rosa per l'Italia)
  - Христианская демократия — Третий полюс центра (итал. Democrazia Cristiana – Terzo Polo di Centro)
  - Объединённые пополяры (итал. Popolari Uniti)
  - «Эдельвейс» (итал. Stella Alpina, SA; Валле-д’Аоста)
  - Федерация автономистов (фр. Fédération Autonomiste, FA, Валле-д’Аоста)
  - Умеренные (итал. Moderati; Пьемонт)
  - Южнотирольская народная партия (нем. Südtiroler Volkspartei, SVP; Южный Тироль)
  - Трентино-тирольская партия автономистов (итал. Partito Autonomista Trentino Tirolese, PATT; Трентино)
  - Союз за Трентино (итал. Unione per il Trentino, UpT; Трентино)
  - «Проект Трентино» (итал. Progetto Trentino, PT; Трентино)
  - Граждане Трентино (итал. Civica Trentina, CT; Трентино)
  - «Управляй Трентино» (итал. Amministrare il Trentino)
  - Пополяры будущего (итал. Futuro Popolare, FP; Венеция)
  - «Я Юг» (итал. Io Sud, IS; Апулия)
  - Сардинские реформисты (итал. Riformatori Sardi, RS; Сардиния)
  - Сардинский демократический союз (итал. Unione Democratica Sarda – Progetto Nazionalitario, UDS)
- Косово — Албанская христианско-демократическая партия Косово (алб. Partia Shqiptare Demokristiane e Kosovës, PSHDK)
- Латвия — Христианско-демократический союз (латыш. Kristīgi demokrātiskā savienība, KDS)[1]
- Литва —
  - Союз Отечества — Литовские христианские демократы (итал. Tėvynės sąjunga - Lietuvos krikščionys demokratai, TS-LKD)
  - Литовская христианско-демократическая партия (итал. Lietuvos krikščioniškosios demokratijos partija, LKDP)
  - Избирательная акция поляков Литвы (пол. Akcja Wyborcza Polaków na Litwie, AWPL; лит. Lietuvos lenkų rinkimų akcija,LLRA)
  - «Союз Да» (итал. Sąjunga Taip, TAIP)
- Лихтенштейн —
  - Прогрессивная гражданская партия в Лихтенштейне (нем. Fortschrittliche Bürgerpartei in Liechtenstein, FBP)
  - Патриотический союз (нем. Vaterländische Union, VU)
- Люксембург — Христианско-социальная народная партия (люкс. Chrëschtlech Sozial Vollekspartei)
- Северная Македония —
  - ВМРО-ДПМНЕ (макед. Внатрешна Македонска Револуционерна Организација - Демократска Партија за Македонско Национално Единство)
  - Внутренняя македонская революционная организация — Народная партия (макед. Внатрешна Македонска Револуционерна Организација - Народна Партија)
- Мальта — Националистическая партия (мальт. Partit Nazzjonalista)
- Молдова — Христианско-демократическая народная партия (рум. Partidul Popular Creştin Democrat, CDPP)
- Нидерланды —
  - Христианско-демократический призыв (нидерл. Christen Democratisch Appèl, CDA)
  - Христианский союз (нидерл. ChristenUnie, CU)
- Норвегия —
- Христианская народная партия (норв. Kristelig Folkeparti, нюнорск Kristeleg Folkeparti), KrF)
- Польша —
  - Гражданская платформа (пол. Platforma Obywatelska, PO)
  - «Право и справедливость» (пол. Prawo i Sprawiedliwość, PiS)
  - Консервативная народная партия (пол. Stronnictwo Konserwatywno-Ludowe, SKL)
  - Народное национальное движение (пол. Ruch Ludowo-Narodowy)
  - Согласие(пол. Porozumienie)
  - Христианская демократия Третьей Польской Республики (пол. Chrześcijańska Demokracja III Rzeczypospolitej Polskie)
  - Польская крестьянская партия (пол. Polskie Stronnictwo Ludowe)
- Португалия —
  - Демократический и социальный центр — Народная партия (англ. Centro Democrático e Social – Partido Popular, CDS–PP)
  - «Португалия за жизнь» (англ. Portugal pro Vida, PPV)
  - Социал-демократическая партия  (порт. Partido Social Democrat, PSD)
- Россия — Российская Христианско-Демократическая партия
- Румыния
  - Христианско-демократическая национал-цэрэнистская партия (рум. Partidul Național Țărănesc Creștin Democrat, PNȚCD)
  - Национальная либеральная партия (рум. Partidul Național Liberal, PNL)
  - Сила правых (рум. Forța Dreptei, FD)
  - Партия Народного движения (рум. Partidul Mișcarea Popular, PMP)
- Сан-Марино —
  - Сан-Маринская христианско-демократическая партия (итал. Partito Democratico Cristiano Sammarinese, PDCS)
  - Союз за республику (итал. Unione Per la Repubblica, UPR)
  - Сан-маринцы за свободу (итал. Sammarinesi per la Libertà)
  - Умеренные сан-маринцы (итал. Moderati Sammarinesi)
  - Движение демократов центра (итал. Movimento dei Democratici di Centro, DdC)
  - Сан-маринская демократическая партия (итал. Partito Democratico Sammarinese)
- Сербия —
  - Демократическая партия Сербии (серб. Демократска странка Србије, ДСС)
  - Христианско-демократическая партия Сербии (серб. Демохришћанска странка Србије, ДХСС)
  - Сербская прогрессивная партия (серб. Српска напредна страна, СНС)
- Словакия —
  - Словацкий демократический и христианский союз — Демократическая партия (словац. Slovenská demokratická a kresťanská únia – Demokratická strana, SDKÚ-DS)
  - Христианско-демократическое движение (словац. Kresťanskodemokratické hnutie, KDH)
  - Словацкая консервативная партия (словац. Slovenská konzervatívna strana, SKS)
  - Партия венгерского сообщества (венг. Magyar Közösség Pártja, MKP; словац. Strana maďarskej komunity, SMK)
  - Консервативные демократы Словакии (словац. Konzervatívni demokrati Slovenska, KDS)
  - НОВА (словац. NOVA)
  - Венгерский христианско-демократический союз (венг. Magyar Kereszténydemokrata Szövetség, MKDSZ; словац. Maďarská kresťanskodemokratická aliancia, MKDA)
- Словения —
  - Новая Словения (словен. Nova Slovenija – Krščanski demokrati, NSi)
  - Словенская народная партия (словен. Slovenska ljudska stranka, SLS)
- Украина
  - Всеукраинское объединение «Батькивщина» (укр. Всеукраїнське об'єднання «Батьківщина»)
  - Европейская солидарность (укр. «Європейська солідарність»)
  - Объединение «Самопомощь» (укр. Об'єднання «Самопоміч»)
  - Христианско-демократический союз (укр. Християнсько-демократичний союз)
  - Демократический альянс (укр. Демократичний альянс)
  - Социально-христианская партия (укр. Соціально-християнська партія)
- Фарерские острова — Партия центра (фар. Miðflokkurin)
- Финляндия — Христианские демократы (фин. Kristillisdemokraatit)
- Франция —
  - Союз за народное движение (фр. Union pour un mouvement populaire, UMP)
  - Центристский альянс (фр. Alliance centriste, AC)
  - Христианско-демократическая партия (фр. Parti chrétien-démocrate, PCD)
  - Новый центр (фр. Nouveau Centre, NC)
  - Республиканцы (фр. Les Républicains)
- Черногория —
  - Демократическая сербская партия (серб. Демократска српска странка, ДСС)
  - Народная партия (серб. Народна странка)
- Чехия —
- Христианско-демократический союз — Чехословацкая народная партия ((чеш. Křesťanská a demokratická unie – Československá strana lidová)
- Хорватия —
  - Хорватское демократическое содружество (хорв. Hrvatska demokratska zajednica, HDZ)
  - Хорватская крестьянская партия (хорв. Hrvatska seljačka stranka, HSS)
  - Хорватский христианско-демократический союз (хорв. Hrvatska kršćanska demokratska unija, HKDU)
  - Хорватская демохристианская партия (хорв. Hrvatska demokršćanska stranka, HDS)
- Швейцария —
  - Христианско-демократическая народная партия Швейцарии (нем. Christlich Demokratische Volkspartei, CVP)
  - Евангелическая народная партия Швейцарии (нем. Evangelische Volkspartei der Schweiz, EVP)
  - Центр (нем. Die Mitte; фр. Le Centre), Союз центра (итал. Alleanza del Centro; романш. Allianza dal Center)
  - Христианско-социальная партия Обвальдена (нем. Christlichsoziale Partei Obwalden, CSP Obwalden)
- Швеция — Христианские демократы (швед. Kristdemokraterna)
- Эстония —
  - Союз Отечества и Res Publica (эст. Isamaa ja Res Publica Liit)
  - Христианско-демократическая партия Эстонии (эст. Erakond Eesti Kristlikud Demokraadid, EKD)

## Америка
- Аргентина — Христианско-демократическая партия (исп. Partido Demócrata Cristiano, PDC)
- Аруба — Народная партия Аруба (нидерл. Arubaanse Volkspartij, AVP; папьям. Partido di Pueblo Arubano)
- Боливия — Христианско-демократическая партия (исп. Partido Demócrata Cristiano, PDC)
- Бразилия —
  - Демократы (порт. Democrats)
  - Бразильская социально-демократическая партия (порт. Partido da Social Democracia Brasileira, PSDB)
- Венесуэла —
  - КОПЕЙ — Народная партия (исп. Copei – Partido Popular)
  - Национальная конвергенция (исп. Convergencia Nacional)
- Гаити — Собрание национальных прогрессивных демократов (фр. Rassemblement des Démocrates Nationaux Progressistes, RDNP)
- Гватемала — Гватемальские христианские демократы (исп. Democracia Cristiana Guatemalteca)
- Гондурас —
  - Национальная партия Гондураса (исп. Partido Nacional de Honduras, PNH)
  - Христианско-демократическая партия Гондураса (исп. Partido Demócrata Cristiano de Honduras, DC)
- Доминиканская Республика —
  - Социально-христианская реформистская партия (исп. Partido Reformista Social Cristiano, PRSC)
  - Христианско-демократический союз (исп. Unión Demócrata Cristiana)
- Канада — Партия христианских демократов Квебека (фр. Parti démocratie chrétienne du Québec)
- Колумбия —
  - Колумбийская консервативная партия (исп. Partido Conservador Colombiano)
  - Христианская национальная партия (исп. Partido Nacional Cristiano)
  - Христианское сообщество (исп. Cristiano por la Comunidad)
- Коста-Рика — Партия социал-христианского единства (исп. Partido de Unidad Socialcristiana)
- Куба —
  - Христианско-демократическая партия Кубы (исп. Partido Demócrata Cristiano de Cuba, PDC)
  - Христианское освободительное движение (исп. Movimiento Cristiano Liberación, MCL)
  - Кубинский демократический проект (исп. Cuban Democratic Project)
- Кюрасао — Национальная народная партия (папьям. Partido Nashonal di Pueblo, PNP; нидерл. Nationale Volkspartij, NVP)
- Мексика — Партия национального действия (исп. Partido Acción Nacional, PAN)
- Никарагуа — 
  - Социал-христианская партия (исп. Partido Social Cristiano, PSC)
  - Социал-христианская народная партия (исп. Partido Popular Social Cristiano, PPSC)
- Панама — Народная партия (исп. Partido Popular)
- Парагвай —
  - Христианско-демократическая партия (исп. Partido Demócrata Cristiano, PDC)
  - Партия любимого отечества (исп. Partido Patria Querida, PPQ)
- Перу —
  - Христианская народная партия (исп. Partido Popular Cristiano)
  - Христианско-демократическая партия (исп. Partido Demócrata Cristiano, PDC)
- Сальвадор — Христианско-демократическая партия (исп. Partido Demócrata Cristiano, PDC)
- Суринам — Прогрессивная суринамская народная партия (нидерл. Progressieve Surinaamse Volkspartij, PSV)
- Тринидад и Тобаго — Объединённый национальный конгресс (англ. United National Congress)
- Уругвай —
  - Национальная партия (исп. Partido Nacional)
  - Христианско-демократическая партия (исп. Partido Demócrata Cristiano, PDC)
  - Гражданский союз (исп. Unión Cívica)
- Чили — Христианско-демократическая партия (исп. Partido Demócrata Cristiano, PDC)
- Эквадор — Социально-христианская партия (исп. Partido Social Cristiano, PSC)

## Азия
- Индонезия — Христианско-демократическая партия (индон. Partai Kristen Demokrat, PKD)
- Ливан —
  - Ливанская социал-демократическая партия «Катаиб» (араб. حزب الكتائب الاشتر اكيالديمقراطي اللبنانية‎, Хизб аль-Катаи́б аль-Иштираки́ аль-Димукрати́ аль-Любнани́йя)
  - Ливанские силы (араб. القوات اللبنانية‎, al-Quwwāt al-Libnānīyah)
- Папуа — Новая Гвинея — Христианско-демократическая партия (англ. Christian Democratic Party)
- Восточный Тимор — Христианско-демократический союз Тимора (порт. União Democrata-Crista de Timor, UDC)
- Филиппины —
  - Христианские и мусульманские демократы (таг. Lakas Kampi Christian-Muslim Democrats, Lakas Kampi CMD)
  - «Встань, Филиппины» (таг. Bangon Pilipinas Party, BPP)
  - Центристская демократическая партия Филиппин (англ. Centrist Democratic Party of the Philippines, CDP)

## Африка
- Кабо-Верде — Союз за независимость и демократию Кабо-Верде (порт. União Caboverdeana Independente e Democratica)
- Руанда — Христианско-демократическая партия (фр. Parti Démocratique Chrêtien)
- Сан-Томе и Принсипи — Христианско-демократический фронт (порт. Frente Democrática Cristã)
- Южно-Африканская Республика —
  - Африканская христианско-демократическая партия (англ. African Christian Democratic Party)
  - Объединённая христианско-демократическая партия (англ. United Christian Democratic Party)
  - Христианско-демократический альянс (англ. Christian Democratic Alliance)

## Австралия и Океания
- Австралия — Христианско-демократическая партия (англ. Christian Democratic Party)